# Pergamenischer Barock

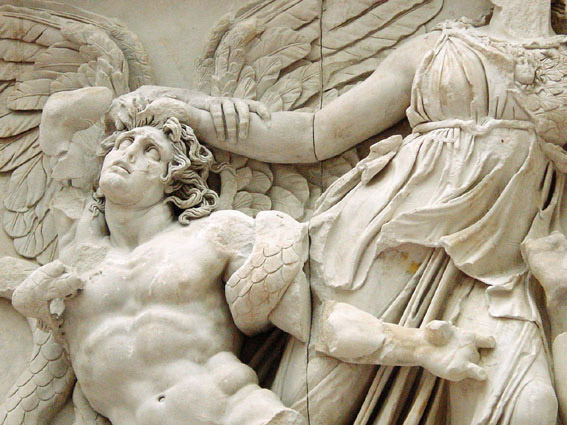
Pergamonaltar (Ausschnitt): Athene und Alkyneus

Pergamenischer Barock ist die Bezeichnung für eine in der Bildhauerei Pergamons vom dritten vorchristlichen Jahrhundert bis ca. 150 vor Chr. anzutreffende Formensprache.
Der Begriff geht auf Jacob Burckhardt zurück. Barock wird dabei als Synonym für die differenzierte, bewegte Formenwelt eines Spätstils verwendet.
Der pergamenische Barock ist durch eine überladene, pathetische Darstellungsweise gekennzeichnet. Die Komposition ist eher auf die Darstellung der Heftigkeit von Bewegungen und Emotion als auf Harmonie bedacht.
Als typisches Beispiel gelten der Pergamonaltar und die Laokoon-Gruppe. Neben Skulpturen der pergamenischen und rhodischen Bildhauerschule können der Stilrichtung auch weitere bekannte Plastiken des Hochhellenismus wie die Nike von Samothrake, der Borghesische Fechter und der Sterbende Gallier zugerechnet werden.